# المجريون في رومانيا

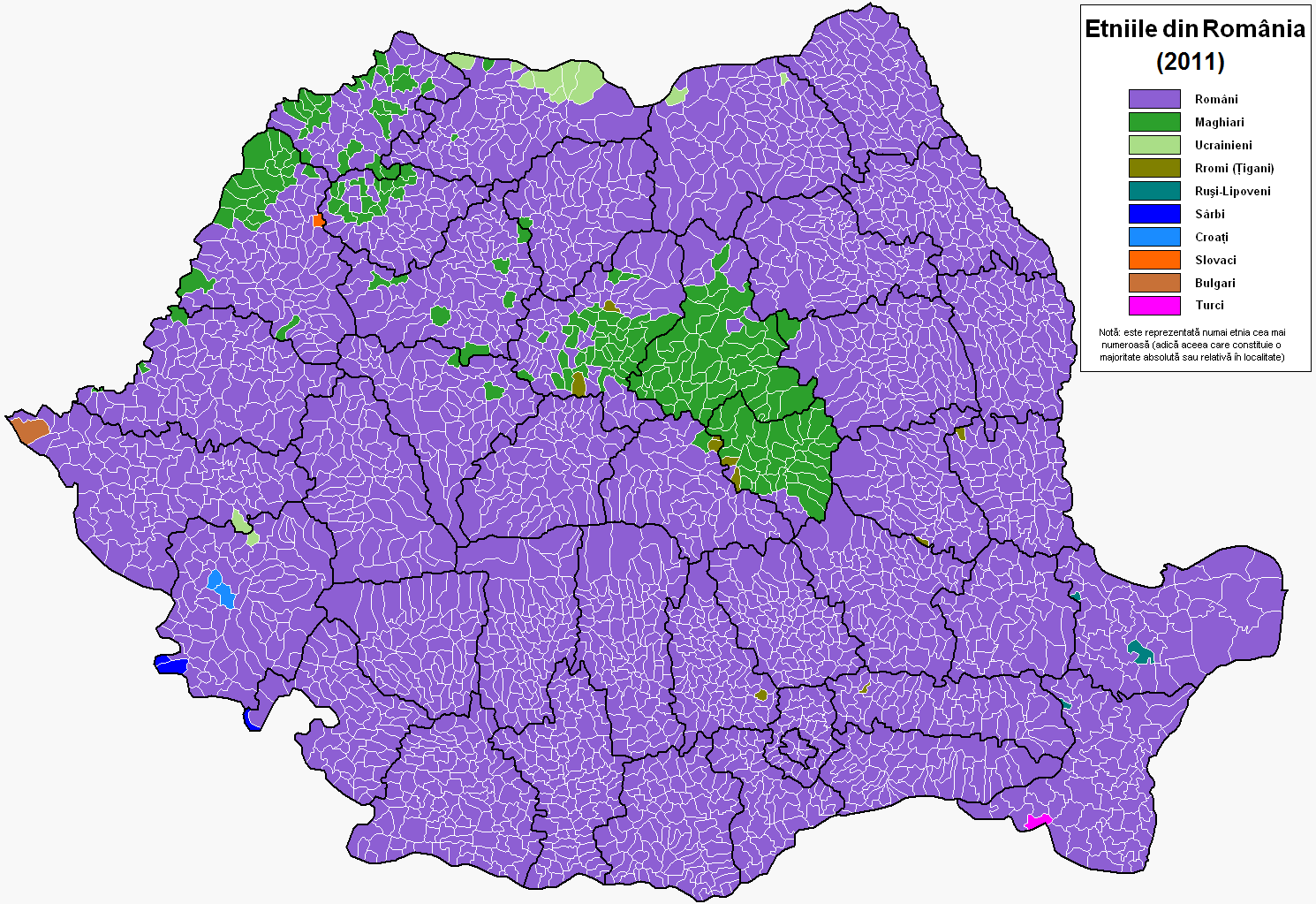

تمثل الأقلية الهنغارية في رومانيا أكبر أقلية عرقية في رومانيا، وتتألف من 1،227،623 شخصًا وتشكل 6.1% من إجمالي السكان، وفقًا لتعداد عام 2011.
يعيش معظم الهنغاريين من أصل روماني في مناطق كانت، قبل معاهدة تريانون عام 1920، أجزاء من المجر. تقع في منطقة تُعرف باسم ترانسيلفانيا، تُعرف أبرز هذه المناطق عمومًا باسم سيكيلي لاند، حيث يشكل المجريون غالبية السكان، بما في ذلك مقاطعات هارغيتا وكوفاسنا وأجزاء من مقاطعة موريس.‏ تشمل ترانسيلفانيا أيضًا المناطق التاريخية في بانات وقريشانا وماراموريش. هناك 41 مقاطعة في رومانيا. يشكل المجريون أغلبية كبيرة من السكان في مقاطعات هارغيتا (85.21%) وكوفاسنا (73.74%)، ونسبة كبيرة في مقاطعة موريس (38.09%)، مقاطعة ساتو ماري (34.65%)، مقاطعة بيهور (25.27%)، مقاطعة سولاج (23.35%) ومقاطعة كلوج (15.93%).